# Lactarius barbatus
Lactarius barbatus är en svampart som beskrevs av Verbeken 1996. Lactarius barbatus ingår i släktet riskor och familjen kremlor och riskor.   Inga underarter finns listade i Catalogue of Life.